# Edson Farias
Edson Rodrigues Farias, noto semplicemente come Edson Farias (Juazeiro do Norte, 12 gennaio 1992), è un calciatore brasiliano, difensore del Fafe.

## Palmarès

### Club

#### Competizioni nazionali
- Supercoppa d'Ungheria: 1

Videoton: 2012